# CTS 뉴스 플러스
《CTS 뉴스 플러스》는 생방송으로 한국교회 주요현안과 사례를 보도하는 CTS기독교TV의 보도 프로그램이다.

## 진행자
조진성, 김인후 아나운서가 공동 앵커이다.

## 경쟁 뉴스 프로그램
- KBS 아침 뉴스타임 (KBS 2TV)
- TV조선 뉴스 9 (TV조선)
- SBS 8 뉴스 (SBS TV)